# Policie Hvar
Policie Hvar je osmidílný krimi-komediální seriál TV Nova z roku 2024. Děj se odehrává na malebném ostrově Hvar, kde se česko-slovenská detektivní dvojice věnuje objasňování zločinů spáchaných na turisty ze svých zemí. 

## Děj
Michal a Ivana, nekonvenční dvojice detektivů, působí na první pohled ve vzájemném kontrastu.  Společně musí obnovit harmonii narušenou zločiny, ke kterým na tomto slunném ostrově dochází. Děj se zaměřuje na vyšetřování nejrůznějších zločinů a spolu se smíšeným místním policejním aparátem čelí i těm nejzávažnějším případům.
Zásada je jasná - česká oběť, český hlavní vyšetřovatel, a naopak. Přestože se Michal a Ivana snaží udržet profesionální odstup, jejich živý a specifický přístup k vyšetřování je zavádí do různých bizarních komunit na ostrově. V průběhu série se ocitají mezi kouzelníky, indiány, sňatkovými podvodníky a plážovými volejbalisty. Vyšetřování vražd a jiných zločinů tak odhaluje nečekané vrstvy života na ostrově Hvar a představuje divákům pestrou mozaiku detektivního napětí.
Policie Hvar tak přináší originální a zábavný pohled na detektivní práci uprostřed dovolenkového ráje.

## Obsazení
| Jakub Štáfek        | kpt. Michal Pokorný, český vyšetřovatel          |
| Alžběta Ferencová   | kpt. Ivana Štefániková, slovenská vyšetřovatelka |
| Bořek Slezáček      | mjr. Goran Divić, šéf chorvatské policie         |
| Tomas Sean Pšenička | stržm. Filip Kos, český policista                |
| Peter Nadásdi       | prap. Karol Oravec, slovenský policista          |
| Vilma Cibulková     | Jarmila Pokorná, matka Michala                   |

## Seznam dílů
| Č. v seriálu | Název                   | Režie           | Scénář                                      | Datum premiéry na Voyo | Datum premiéry na TV Nova | Sledovanost v milionech v TV |
| ------------ | ----------------------- | --------------- | ------------------------------------------- | ---------------------- | ------------------------- | ---------------------------- |
| 1            | Dobro došli             | Tomáš Pavlíček  | Tereza Dusová, Tomáš Grombíř, David Musil   | 28. ledna 2024         | 4. února 2024             | 0,939                        |
| 2            | Povídka                 | Tomáš Pavlíček  | Eva G. Taubrová, Tomáš Grombíř, David Musil | 4. února 2024          | 11. února 2024            | 0,662                        |
| 3            | Příliš mnoho kouzelníků | Tomáš Pavlíček  | Jan Drbohlav, Tomáš Grombíř, David Musil    | 11. února 2024         | 18. února 2024            | 0,634                        |
| 4            | Spoluhráčky             | Tomáš Pavlíček  | Jan Singer, Tomáš Grombíř, David Musil      | 18. února 2024         | 25. února 2024            | 0,598                        |
| 5            | Smím prosit?            | Kryštof Hanzlík | Marta Fenclová, Tomáš Grombíř, David Musil  | 25. února 2024         | 3. března 2024            | 0,646                        |
| 6            | Indiáni                 | Kryštof Hanzlík | Tereza Dusová, Tomáš Grombíř, David Musil   | 3. března 2024         | 10. března 2024           | 0,694                        |
| 7            | Potápěči                | Kryštof Hanzlík | Kryštof Pavelka, Tomáš Grombíř, David Musil | 10. března 2024        | 17. března 2024           | 0,701                        |
| 8            | Svatba plná nenávisti   | Kryštof Hanzlík | Jan Singer, Tomáš Grombíř, David Musil      | 17. března 2024        | 24. března 2024           | 0,741                        |